# Ray McDonald
Pour les articles homonymes, voir McDonald.
Ray McDonald, né le 27 juin 1920 à New York et mort le 20 février 1959, est un danseur et acteur américain. Il a commencé sa carrière dans des vaudeville aux côtés de sa sœur Grace McDonald (en), avant de se produire dans des comédies musicales à Broadway et au cinéma.

## Biographie
Ray McDonald nait en 1920 à New York. Sa sœur Grace McDonald est de deux ans son aînée. Elle était sous contrat avec Universal, et lui avec MGM. Il se produit dans des spectacles à Broadway,  et poursuit sa carrière au cinéma. Ils se rendent à Hollywood ensemble dans les années 1940. En 1948 il danse avec sa  partenaire Peggy Ryan, pour le roi George VI et la reine Elizabeth au Coliseum Theatre à Londres. Il a été marié avec l'actrice Elisabeth Fraser entre 1944 et 1952, puis avec Peggy Ryan entre 1953 et 1957. 
Il est retrouvé mort dans un hôtel de New York en février 1959.

## Filmographie

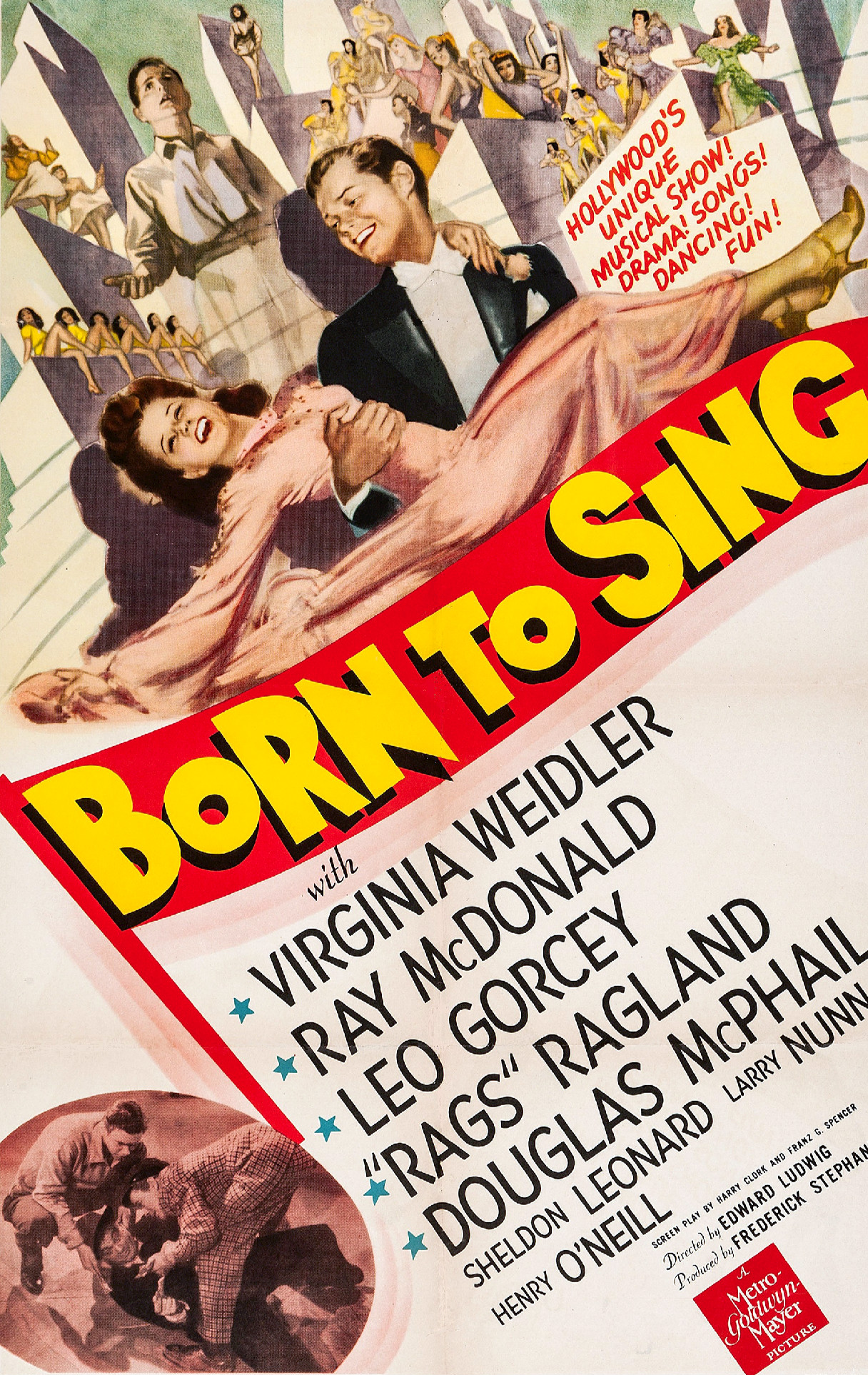
Ray McDonald à l'affiche de Born to Sing (1942).

- 1941 : La vie commence pour André Hardy (Life Begins for Andy Hardy) : Jimmy Frobisher
- 1941 : Down in San Diego : Hank Parker
- 1941 : Babes on Broadway : Ray Lambert
- 1942 : Born to Sing : Steve
- 1943 : Presenting Lily Mars : Charlie Potter
- 1944 : Winged Victory : (non crédité)
- 1946 : La Pluie qui chante (Till the Clouds Roll By) : danseur
- 1947 : Vive l'amour (Good News) : Bobby Turner
- 1948 : Whiplash : (non crédité)
- 1949 : Shamrock Hill : Larry Hadden
- 1949 : Flame of Youth : Bill Crawford
- 1949 : There's a Girl in My Heart : Danny Kroner
- 1951 : Inside Straight : rôle mineur  (non crédité)
- 1953 : All Ashore : Skip Edwards